# Alexis Dziena
Alexis Gabrielle Dziena (New York, 8 luglio 1984) è un'attrice statunitense, attiva nel cinema e in televisione e nota per il personaggio di Kira Underlay nella serie televisiva di invasione aliena Invasion.

## Biografia
Nata e cresciuta a New York in una famiglia d'origini polacche, italiane ed irlandesi e di religione cattolica.
Nel 2003 in due episodi di altrettante serie televisive del franchise Law & Order, in due differenti ruoli: Law & Order - Unità vittime speciali e Law & Order - I due volti della giustizia.
Nel 2005 è Lolita, nel film di Jim Jarmusch Broken Flowers (2005), recitando al fianco di Bill Murray, Jessica Lange e Sharon Stone. Tra il 2005 e il 2006 è impegnata nella produzione della serie televisiva di invasione aliena creata da Shaun Cassidy Invasion, in cui appare in 21 episodi su 22 nel ruolo di Kira Underlay, figlia dei protagonisti, Tom e Mariel Underlay (William Fichtner e Kari Matchett).
Nel 2007 appare in un cameo in un episodio della soap opera Una vita da vivere.

## Vita privata
Ha avuto una relazione con l'attore Michael Pitt.

## Filmografia

### Cinema
- Season of Youth, regia di Eric Perlmutter (2003)
- Mimic 3 (Mimic 3: Sentinel), regia di J.T. Petty - direct-to-video (2003)
- Bringing Rain, regia di Noah Buschel (2003)
- Rhinoceros Eyes, regia di Aaron Woodley (2003)
- Wonderland, regia di James Cox (2003)
- Strangers with Candy, regia di Paul Dinello (2005)
- Pizza, regia di Mark Christopher (2005)
- Un anno dopo (The Great New Wonderful), regia di Danny Leiner (2005) - scene eliminate
- Broken Flowers, regia di Jim Jarmusch (2005)
- Havoc - Fuori controllo (Havoc), regia di Barbara Kopple (2005)
- Sex & Breakfast, regia di Miles Brandman (2005)
- Tutti pazzi per l'oro (Fool's Gold), regia di Andy Tennant (2008)
- Nick & Norah - Tutto accadde in una notte (Nick and Norah's Infinite Playlist), regia di Peter Sollett (2008)
- Tenderness, regia di John Polson (2009)
- La fontana dell'amore (When in Rome), regia di Mark Steven Johnson (2010)
- Wrong, regia di Mr. Oizo (2012)
- Below the Scenes, regia di Emmanuel Herbreteau - cortometraggio documentario (2013)
- Sister, regia di David Lascher (2014)
- Evol, regia di Mike Perrone (2016)
- Without Ward, regia di Cory Cataldo (2022)

### Televisione
- Witchblade – serie TV, episodio 2x10 (2002)
- Law & Order - Unità vittime speciali (Law & Order: Special Victims Unit) – serie TV, episodio 4x15 (2003)
- Law & Order - I due volti della giustizia (Law & Order) – serie TV, episodio 13x21 (2003)
- She's Too Young, regia di Tom McLoughlin - film TV (2004)
- Stone Cold - Caccia al serial killer (Stone Cold), regia di Robert Harmon (2005)
- Joan of Arcadia – serie TV, episodi 2x18-2x19 (2005)
- Invasion – serie TV, 21 episodi (2005-2006)
- Broken Flowers: Start to Finish - serie TV (2006)
- Una vita da vivere (One Life to Live) – serie TV, episodio 9839 (2007)
- Entourage – serie TV, 8 episodi (2009)
- Phase 7: The Making of a Nonfilm - serie TV (2013)

## Doppiatrici italiane
- Francesca Manicone in Invasion
- Federica De Bortoli in Broken Flowers
- Anna Mazza in Havoc - Fuori controllo
- Ilaria Stagni in Tutti pazzi per l'oro
- Emanuela Damasio in Nick & Norah - Tutto accadde in una notte
- Alessia Amendola in La fontana dell'amore

## Programmi televisivi
- The Sharon Osbourne Show - talk show (2004)
- Fashion News Live (2014)